# Gerhard Vogel (Sozialwissenschaftler)

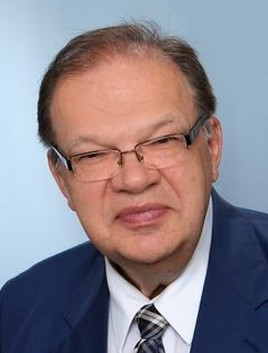
Gerhard Vogel, 2012

Gerhard Vogel (* 9. Jänner 1944 in Wien; † 3. Oktober 2022 ebenda) war ein zuletzt emeritierter österreichischer Universitätsprofessor, der an der Wirtschaftsuniversität Wien lehrte. Er gilt als „‚Vater‘ der getrennten Sammlung von Altstoffen in Österreich.“

## Karriere
Gerhard Vogel lernte Nachrichtentechnik und Elektronik am Technologischen Gewerbemuseum und machte seinen Abschluss am 25. Juni 1964. An der Hochschule für Welthandel studierte er Betriebswirtschaftslehre und promovierte in Sozial- und Wirtschaftswissenschaften zum Thema „Der Beitrag des Recyclings zur Stabilisierung des techno-sozio-ökonomischen System“. 1982 wurde er an der Wirtschaftsuniversität Wien habilitiert und erhielt seine Venia docendi für „Allgemeine Technologie und Warenwirtschaftslehre unter besonderer Berücksichtigung der Abfallwirtschaft“ mit dem besonderen Habilitationsteil „Der Beitrag der Ressourcenökonomie zur Minimierung der Entropieproduktion der irreversiblen Wirtschaftsprozesse im offenen System Erde“.
Von 1978 bis 1992 war Vogel als Mitarbeiter im Zellcheming-Fachausschuß für Altpapierverwertung des Verbands deutscher Papierfabriken e.V. tätig. Für Österreich war er als Vertreter in der Waste Management Policy Group des Environment Committee der OECD-Paris tätig. Neben seiner Lehrtätigkeit in Wien war er außerdem von 1992 bis 1993 Lehrbeauftragter an der Universität Innsbruck. Seit 1985 ist er Mitglied der Ökologiekommission der österreichischen Bundesregierung und Leiter des Arbeitskreises Entsorgung. 1990 wurde er Mitglied des wissenschaftlichen Beirates für Abfallwirtschaft und Altlastensanierung des Bundesministeriums für Umwelt, Jugend und Familie. Als Konsulent der Organisation der Vereinten Nationen für industrielle Entwicklung (UNIDO) und OECD reiste er nach Hongkong, Peking und die Volksrepublik China.
Vogel war einer der führenden Experten der österreichischen Abfallwirtschaft mit etwa 600 Publikationen zu den Themen Abfallwirtschaft und Recycling.
Ab 1968 war Vogel Mitglied der katholischen Studentenverbindung K.Ö.H.V. Mercuria Wien im ÖCV.

## Lehrkanzel
Nach der Emeritierung Josef Hölzls im Jahr 1991 wurde Vogel im April 1994 zum Vorstand des Institutes für Technologie und Warenwirtschaftslehre berufen. Er emeritierte am 30. September 2012.
Seine Forschungsschwerpunkte waren im Bereich der Abfallwirtschaft angesiedelt. Er untersuchte erstmals Möglichkeiten zur getrennten Abfallsammlung in Wien und begleitete deren Umsetzung sowohl in Wien als auch in Graz.
Seine zentrale Erkenntnis war die wissenschaftliche Anwendung des zweiten Hauptsatzes der Thermodynamik auf die Sozialwissenschaft – das Verhalten der Menschen: Die geringste „Unordnung“ in einem System des Stoffflusses entsteht, wenn Altstoffe direkt an der Quelle des Anfalls, beim einzelnen Haushalt getrennt gehalten und so gesammelt werden, dass sie in der Industrie als Sekundärrohstoff eingesetzt werden können.
Ab Ende der 1990er Jahre forschte er zu Immateriellem Konsum. Er zeigte erstmals auf, wie ein höherer Lebensstandard ohne oder mit verringertem Materieverbrauch möglich ist. Diesem ökologischen Verhalten widmete er sich bis zu seinem Ableben.
Er lehrte zu Grundlagen der Abfallwirtschaft mit Schwerpunkt auf Österreich und betreute zahlreiche Diplomarbeiten und Dissertationen zu Techno-ökologischen Analysen in verschiedenen Branchen, zu Abfallwirtschaft sowie zu Umweltauswirkungen von neuen technologischen Entwicklungen.

## Mitgliedschaften
- ÖGWT - Österreichische Gesellschaft für Warenwissenschaften und Technologie sowie ÖGWT Webseite – Österreichische Gesellschaft für Warenwissenschaften und Technologie: Präsident bis 3. Oktober 2022
- IGWT – Internationale Gesellschaft für Warenwissenschaften und Technologie: Geschäftsführender Vizepräsident bis 3. Oktober 2022

## Auszeichnungen
- Kaplan-Medaille des Österreichischen Patentinhaber- und Erfinderverbandes für das Patent auf Glassammelfahrzeuge[4]
- Dagmar Grange Preis 2020 für Abfallvermeidung und Kreislaufwirtschaft[7]

## Schriften
Publikationsliste Gerhard Vogel
- Der Beitrag des Recyclings zur Stabilisierung des techno-sozio-ökonomischen Systems : Möglichkeiten und Grenzen der Abfallwirtschaft. Dissertation, Wirtschaftsuniversität Wien, wien 1978. WUW AC00748575

### Ganzschriften
- Grundsätze und Ziele der Abfallminimierung. Zusammen mit Heinz Rassaerts und Thomas Wiederstein. Wien 1999.
- Household Hazardous Waste Survey. Wien 1994.
- Die Verpackungsverordnung. Handbuch für Multiplikatoren  Wien 1993.
- Recycling – Möglichkeiten und Grenzen der Abfallverwertung Wien: Service-Fachverlag 1984.
- Der Beitrag der Ressourcenökonomie zur Minimierung der Entropieproduktion der irreversiblen Wirtschaftsprozesse im offenen System Erde. Habilitationsschrift. Wien 1982.
- Der Beitrag des Recyclings zur Stabilisierung des techno-sozio-ökonomischen Systems, Möglichkeiten und Grenzen der Abfallwirtschaft. Wien 1978 (Dissertation)

### Herausgeberschriften
- Schriftenreihe des Instituts für Technologie und nachhaltiges Produktmanagement
- Nachhaltiges Ressourcenmanagement und Umwelttechnologie: Die Haushaltsgeräte- und Waschmittelindustrie – Waschmaschinen und Waschprozesse im Spannungsfeld Technik, Wirtschaft und Ökologie. Seminararbeiten des WS 2008/2009. Zusammen mit Gerhard Heger. Wien: 2009.
- Value and Recovery: From Waste to Resource, 9th International Conference on Waste Management, Vienna 16 – 18 November 2009 Zusammen mit Gerhard Heger und Marion Korwik. Wien 2009.
- Commodity Science and Sustainable Development, Volume 2: Proceedings, 11th IGWT Symposion. Wien 1999.
- Commodity Science and Sustainable Development, Volume 1: Proceedings, Keynotes, Appeals, Requests, 11th IGWT Symposion. Wien 1997.
- Handbuch zur umweltschonenden Beschaffung in Österreich. Wien 1992.
- Auf der Suche nach dem Gemeinsamen – Technik/Wirtschaft/Ökologie. Wien 1991.

## Betreute Diplomarbeiten und Dissertationen (Auszug)
- Klaus Vlach: Strategien zur Minimierung von Sonderabfällen. Diplomarbeit, Wirtschaftsuniversität Wien, Wien 1991. WUW AC00741960
- Roman Brandtweiner: Spannungsfeld Ökologie – Ökonomie : erfolgreiche Beiträge zur Ökologisierung der Wirtschaft. Diplomarbeit, Wirtschaftsuniversität Wien, Wien 1993. WUW AC00653610
- Josef Loibelsberger: Beiträge zu einer zukunftsorientierten Abfallwirtschaft: Entsorgung von Bürogebäuden; eine case-study. Diplomarbeit, Wirtschaftsuniversität Wien, Wien 1993. WUW AC01078845
- Clemens M. Wohlmuth: Umweltschutz in der Mineralölindustrie : unter besonderer Berücksichtigung der österreichischen Situation. Diplomarbeit, Wirtschaftsuniversität Wien, Wien 1993. WUW AC00745642
- Susanne Gruber: Strategien und Potentiale zur betrieblichen Abfallverringerung in Österreich : eine techno-ökonomische Analyse der Einreichungen zum Abfallvermeidungspreis 1993 der GiroCredit und der Sparkassen. Diplomarbeit, Wirtschaftsuniversität Wien, Wien 1994. WUW AC01039910
- Sabrina Schöbinger: Strategien und Potentiale zur Abfallverringerung im Rahmen der betrieblichen und kommunalen Abfallwirtschaft in Österreich: eine techno-ökonomische Analyse der Einreichungen zum Abfallvermeidungspreis 1993 der GiroCredit und der Sparkassen; Teil 2. Diplomarbeit, Wirtschaftsuniversität Wien, Wien 1995. WUW AC01155578
- Robert Hanreich: Case Studies zum wirtschaftlichen Einsatz von Biogasanlagen in landwirtschaftlichen Betrieben in Österreich. Diplomarbeit, Wirtschaftsuniversität Wien, Wien 1998. WUW AC02306870